# Catastrophe de Winter Hill
Le vol Silver City Airways assuré par un Bristol 170 Freighter a été la victime d'une catastrophe aérienne survenue le 27 février 1958 près du sommet de la Winter Hill (en), en Angleterre du Nord-Ouest.
L'appareil, un Bristol 170 Freighter 32 de la compagnie Silver City Airways, faisant la liaison entre l'aéroport du Ronaldsway (île de Man) et celui de Manchester (Royaume-Uni), s'écrase à 9 h 45, heure locale.

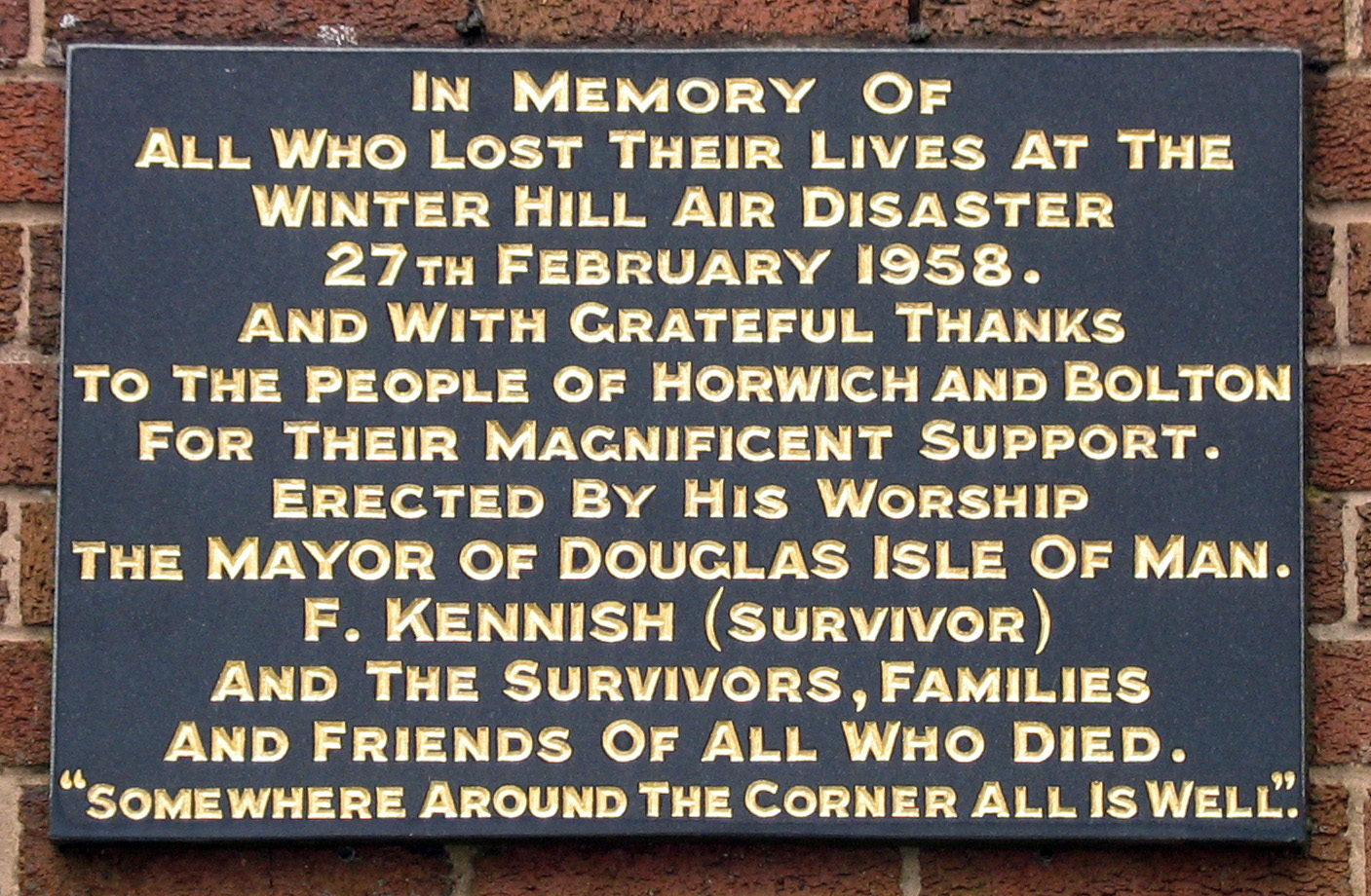
Plaque commémorative sur le site de l'accident.

Des 42 personnes présentes à bord, équipage compris, seules 7 survivent au crash. Toutes les victimes sont originaires de l'île de Man.